# Aleksandr Belostenny
Aleksandr Mijáilovich Belostenny (en ruso: Алекса́ндр Миха́йлович Белосте́нный; Odesa, RSS de Ucrania, Unión Soviética, 24 de febrero de 1959 - Tréveris, Alemania, 24 de mayo de 2010) fue un jugador de baloncesto de la Unión Soviética desde 1977 hasta 1992.

## Biografía
Jugó con la Unión Soviética con continuidad desde 1977 hasta 1992, con la sola excepción de una competición, el EuroBasket de 1987. Ganó dos medallas olímpicas, una medalla de oro en los Juegos Olímpicos de Seúl 1988 y una medalla de bronce en 1980, en Moscú. En los Campeonatos del Mundo de baloncesto ganó cuatro medallas: una medalla de oro, en 1982, y tres de plata, en 1978, 1986 y 1990. Ganó tres medallas de oro en los campeonatos de Europa, en 1979, 1981 y 1985. Además jugando con el equipo español CAI ZARAGOZA ganó la copa del rey en 1990 y con el equipo alemán del HERZOGtel Trier, ganó una Copa Korac.
Cuando se retiró del baloncesto profesional se trasladó a vivir a Tréveris, Alemania, donde abrió un restaurante llamado El Sótano.
Fallece a los 51 años de edad debido a un cáncer pulmonar.

## Equipos
- 1980-1981  CSKA Moscú
- 1980-1981  Budivelnyk Kiev
- 1981-1986  CSKA Moscú
- 1986-1989  Budivelnyk Kiev
- 1989-1990 CB Zaragoza
- 1990-1994  TBB Trier